# Drumul european E11
Drumul european 11 (E11) este un drum care leagă Vierzon de Béziers, în Franța.

## Traseu
| Franța      |                              |                  |                              |
|             | Traseu                       |                  | Intersecții Drumuri Europene |
| A71         | Vierzon - Combronde          | Vierzon          | E09                          |
| A71         | Vierzon - Combronde          | Montluçon        | E62                          |
| A71 A89 E70 | Combronde - Clermont-Ferrand | Clermont-Ferrand | E70                          |
| A75         | Clermont-Ferrand - Béziers   | Béziers          | E15 E80                      |